# Atheta kipsigia
Atheta kipsigia – gatunek chrząszcza z rodziny kusakowatych i podrodziny rydzenic.
Gatunek ten opisał po raz pierwszy w 1995 roku Roberto Pace na łamach „Revue suisse de Zoologie”. Jako lokalizację typową wskazano Mount Elgon w Kenii. Epitet gatunkowy pochodzi od ludu Kipsigi.
Chrząszcz o błyszczącym, wydłużonym w zarysie ciele. Głowa i przedplecze są brązowe, ziarenkowane i siateczkowane. Czułki również mają brązowe ubarwienie i są dość mocno wydłużone jak na przedstawiciela podrodzaju. Czwarty ich człon jest dłuższy niż szeroki. Rudobrązowe pokrywy mają siateczkowaną i ziarenkowaną powierzchnię. Barwa odnóży jest żółtobrązowa. Czarny odwłok ma ziarenkowanie wyraźne, natomiast siateczkowanie bardzo słabo zaznaczone. Genitalia samicy mają spermatekę podobną do tej u A. kiboshoana, ale o większych rozmiarach i głębokim, trójkątnym zagięciu wierzchołkowym części dystalnej.
Owad afrotropikalny, znany wyłącznie z Kenii. Spotkany na rzędnych od 2650 do 2700 m n.p.m.